# Батсирай (циклон)
Циклон Батсирай (англ. Cyclone Batsirai) — мощный тропический циклон, сформировавшийся 24 января 2022 года. Привёл к смерти 123 человека. Самый сильный циклон, который обрушился на Мадагаскар со времен циклона Энаво в 2017 году. Обрушился на остров вскоре после «Тропического шторма Ана», который сформировался во время сезона циклонов, в юго-западной части Индийского океана в 2021—2022 годах.
Маврикий и Реюньон пострадали от шторма, хотя последствия были относительно незначительными. Сообщалось о 122 погибших — 120 на Мадагаскаре и 2 на Маврикии. По мере приближения шторма, Мадагаскар подготовил запасы для восстановления, опасаясь значительных наводнений. Организация Объединённых Наций поддержала усилия по подготовке и оказанию помощи после урагана, поскольку ожидалось, что от него пострадают миллионы людей. Батсирай обрушился на страну ранним утром 5 Февраля, вызвав сильные удары и серьёзно нарушив электроснабжение и связь в пострадавших районах. Целые города были опустошены, тысячи построек были повреждены или разрушены. После того как шторм прошёл, тысячи людей были эвакуированы во временные убежища. Вследствие Батсирая осталось не менее 112 000 эвакуированных людей и пострадало 124 000 домов.

## Последствия

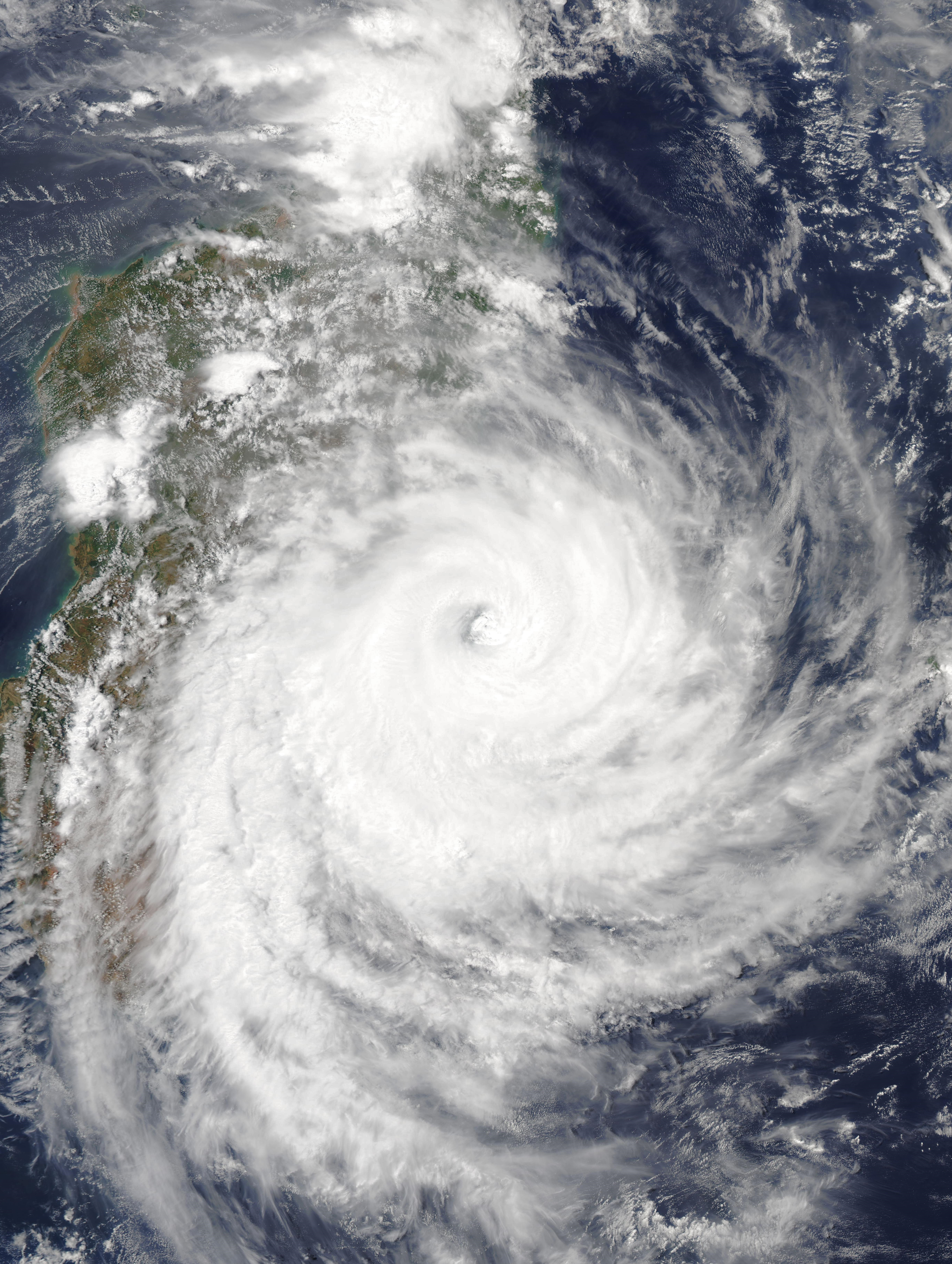
Циклон Батсирай незадолго до выхода на сушу на Мадагаскаре 5 февраля

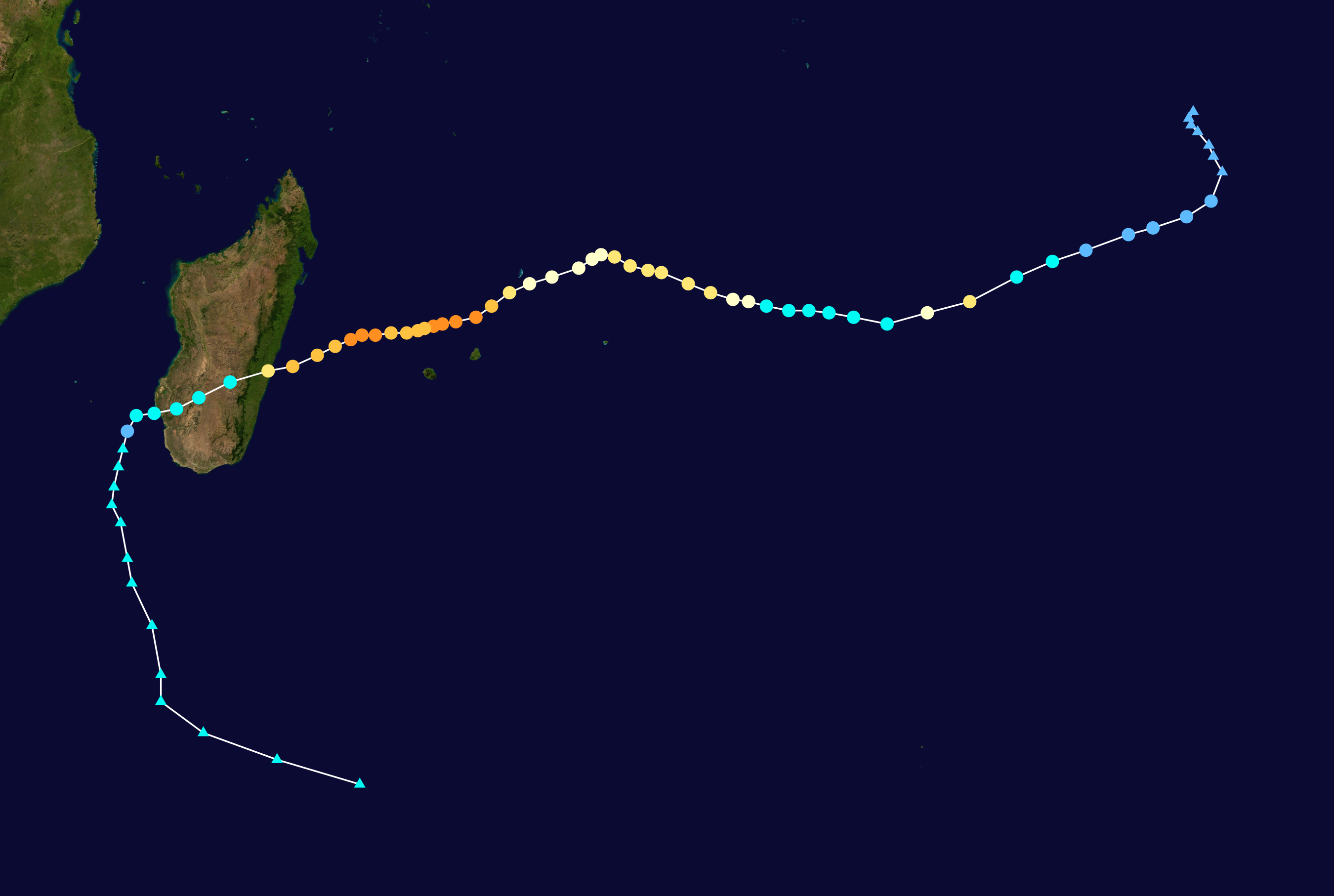
Маршрут движения циклона

### Маврикий
Вместе с аэропортом из-за удара стихии были закрыты все транспортные службы. Порывы ветра достигали 155 км/ч (96 миль в час), а дождь составил 180 мм (7 дюймов) в других районах островной страны. Сообщается о двух погибших. Деревья были выкорчеваны во многих районах, и по крайней мере 7500 домов столкнулись с перебоями в подаче электроэнергии. Всего в эвакуационных пунктах укрылись 138 человек.

### Реюньон
По крайней мере 36 000 человек на острове потеряли электроэнергию при приближении Батсирай, из них 10 000 все ещё были отключены 7 февраля. Несколько человек получили ранения, в результате урагана 10 человек отравились угарным газом. Одиннадцать моряков застряли в нефтяном танкере во время шторма и были спасены 4 февраля. Потери сельского хозяйства оцениваются в 47 миллионов евро (53,3 миллиона долларов).

### Мадагаскар
Батсирай вызвал перебои в подаче электроэнергии и вынудил многих людей эвакуироваться. Были повалены деревья, выведены из строя электросети, разрушены дома. Не менее 112 000 человек были перемещены в результате урагана, 91 000 остались без крова. У нескольких домов полностью снесло крыши. От некоторых домов остались только деревянные каркасы. Выживший сказал, что повреждения напоминали «пожар» и что это был «самый сильный циклон, который [кто-либо] испытал». Мананджари и Манакара пострадали особенно сильно: только в первом из них было перемещено не менее 26 000 человек, а также были повреждены больница и тюрьма. Большая часть Мадагаскара ещё была затоплена после урагана Аны, который прошёл несколькими неделями ранее. Прибытие Батсирай усугубило последствия.
Носий Варика был сильно поврежден. Чиновник сравнил ущерб, нанесённый острову с «бомбардировкой» — 95 % зданий были разрушены. Наводнение перекрыло доступ к городу. В городе Фианаранцуа, который также сильно затопило, упали электрические столбы и были сорваны крыши. Оползень был вызван циклоном в районе Верхней Матсиатра. Наводнение и завалы сделали непроходимыми 17 мостов и 17 дорог, а также по меньшей мере 69 классных комнат полностью разрушены и 439 повреждены; в результате более 9000 детей не могут посещать уроки, из них 403 только в Мананджари. После того, как шторм прошел, уже затопленные каналы и реки продолжали подниматься. Согласно ранним сообщениям, в Мананджари и прилегающих районах было затоплено более 6000 зданий, половина из которых разрушена. Президент Мадагаскара Андри Раджоэлина после посещения Мананджари опубликовал в Интернете изображения сорванной металлической крыши церкви и других повреждений. Фруктовые деревья и рисовые поля были вырваны и затоплены в городе и других районах, что помешало сбору урожая, до которого оставалось всего две недели. Время, необходимое для поездки в город на машине, было увеличено на несколько дней из-за повреждений. Основные дороги, связывающие столицу с более мелкими районами, были перекрыты, что ещё больше затруднило оказание помощи.
Воздушный полет UNHAS обнаружил, что Фитовинский район больше всего пострадал от наводнения; в нескольких общинах сильно пострадало их сельское хозяйство и инфраструктура. Всего было повреждено более 17 100 домов, из них 7 488 разрушены, 2 714 частично и 6 978 затоплены. Были повреждены 53 медицинских центра, 6 разрушены. Только в Иконго погибло 87 человек. Разрушающиеся дома убивали людей во сне. Член парламента, представляющий район, также сообщил, что и там люди тонули в затопленных районах.
По состоянию на 11 февраля было зарегистрировано 120 смертей, в том числе 13 детей, 5 из которых были в возрасте до 12 лет.